# Thalasseus
A Thalasseus a madarak osztályának lilealakúak (Charadriiformes) rendjébe és a csérfélék (Sternidae) családjába tartozó nem.

## Rendszerezésük
A nemet Friedrich Boie német ornitológus írta le 1822-ben, az alábbi fajok tartoznak ide:
- királycsér (Thalasseus maximus)
- üstökös csér (Thalasseus bergii)
- kenti csér (Thalasseus sandvicensis)
- Cabot-csér (Thalasseus acuflavidus)
- pompás csér (Thalasseus elegans)
- bengáli csér (Thalasseus bengalensis)
- kínai üstököscsér (Thalasseus bernsteini)